# Jakobsweg Graubünden
Der Jakobsweg Graubünden (rätoromanisch Via son Giachen) ist ein Weitwanderweg im Schweizer Kanton Graubünden, der vom gleichnamigen Verein mit Sitz in Bonaduz in Zusammenarbeit mit der offiziellen kantonalen Bündner Arbeitsgemeinschaft für Wanderwege (BAW) unterhalten wird.

## Verlauf

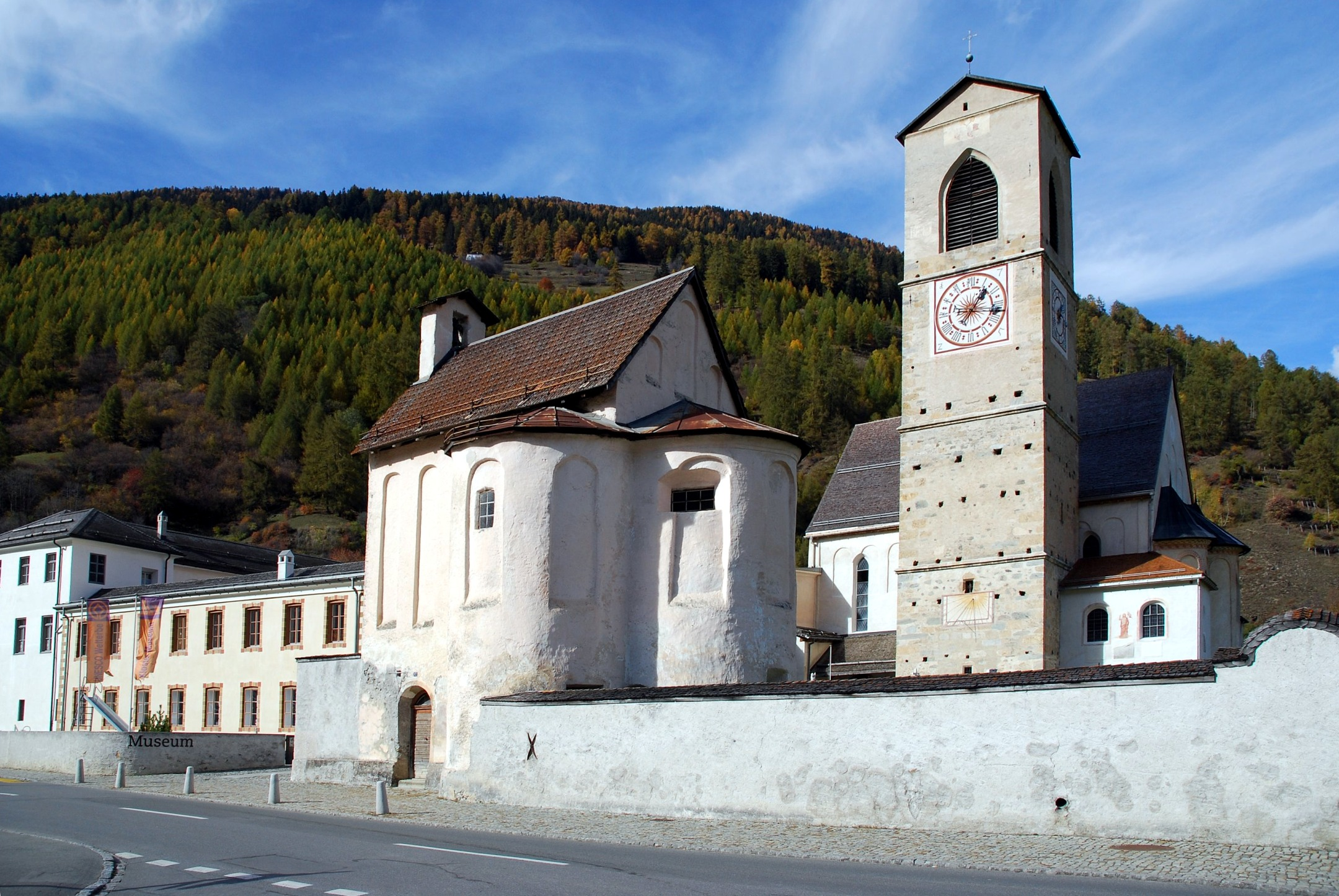
Der Start des Jakobswegs Graubünden beim Benediktinerkloster St. Johann in Müstair

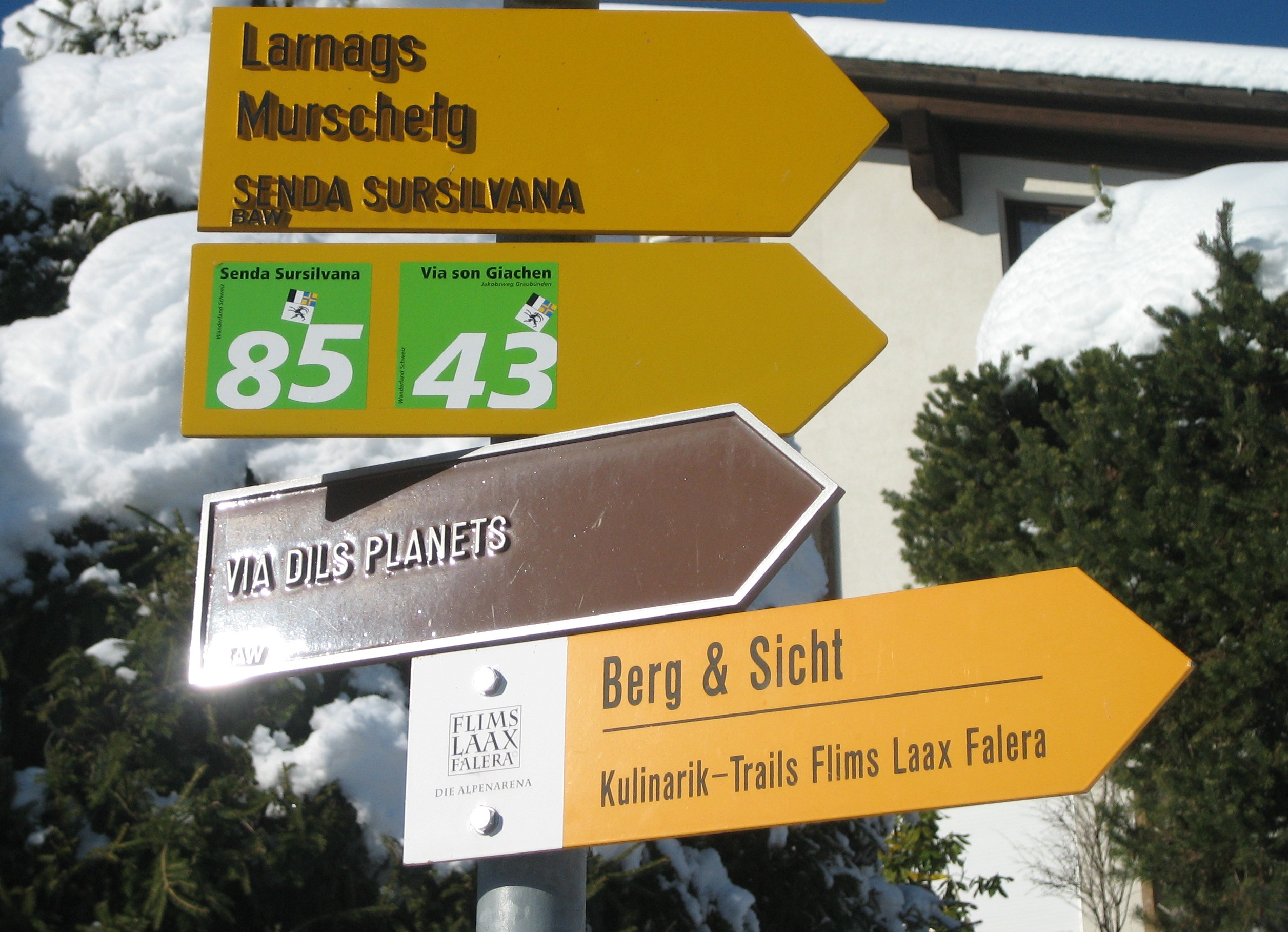
Wegweiser in Falera

Der 2008 eröffnete und signalisierte Jakobsweg führt in 19 Etappen vom Val Müstair durch den gesamten Kanton, den er am Oberalppass wieder verlässt, um sich dort den Routen des europäischen Jakobswegs anzuschliessen.
Der Weg ist so konzipiert, dass möglichst alle unter dem Patrozinium des Jakobus stehenden Kirchen beider Konfessionen in den Routenverlauf miteinbezogen werden.
Deshalb wurde z. B. im Schanfigg nicht die zuerst favorisierte Route über den Schanfigger Höhenweg gewählt, sondern der Weg auf der anderen Talseite eingerichtet, um dort die Tschiertscher Jakobskirche zu passieren.
Inzwischen ist der Weg als regionale Route 43 mit der Kennzeichnung Via son Giachen mit 20 Etappen von Müstair bis Amsteg – ab Mittelplatten im Kanton Uri – markiert. Das sind dann 265 Kilometer mit 11000 Höhenmetern im Auf- und 11800 im Abstieg.
Siehe auch: ViaJacobi (nationale Route 4).

## Nachweis
1. ↑  Jakobsweg Graubünden bei «SchweizMobil».